# Silno (województwo kujawsko-pomorskie)
Silno – wieś w Polsce, położona w województwie kujawsko-pomorskim, w powiecie toruńskim, w gminie Obrowo.
Wieś królewska starostwa bobrownickiego położona była w końcu XVI wieku w powiecie lipnowskim ziemi dobrzyńskiej. W latach 1975–1998 miejscowość położona była w województwie toruńskim.
Nazwa miejscowości pojawiła się po raz pierwszy w dokumencie z 5 maja 1391, spisanym w Toruniu. Ugruntowała się dopiero w XVI wieku. 
Wieś założona przez Olendrów, niegdyś stanowiąca granicę pomiędzy zaborami. Obecnie wieś stanowi "satelitę" Torunia, przyciągającą coraz większą liczbę mieszkańców.

## Zabytki
- Cmentarz pomenonicki założony w końcu XVIII lub pocz. XIX w., odnowiony w latach 2008-2010 przez uczniów gimnazjum Zespołu Szkół w Obrowie w ramach akcji "Uczniowie adoptują zabytki"[6][7].
- Dawna komora celna z k. XIX w. (spalona w 2016 r.)[8][9]